# União Farroupilhense de Futsal
União Farroupilhense de Futsal (UFF) é uma associação esportiva que tem entre seu principal esporte praticado o futsal. Está situada na cidade de Farroupilha, estado do Rio Grande do Sul. Manda seus jogos no Ginásio Nossa Senhora de Lourdes.

## Início

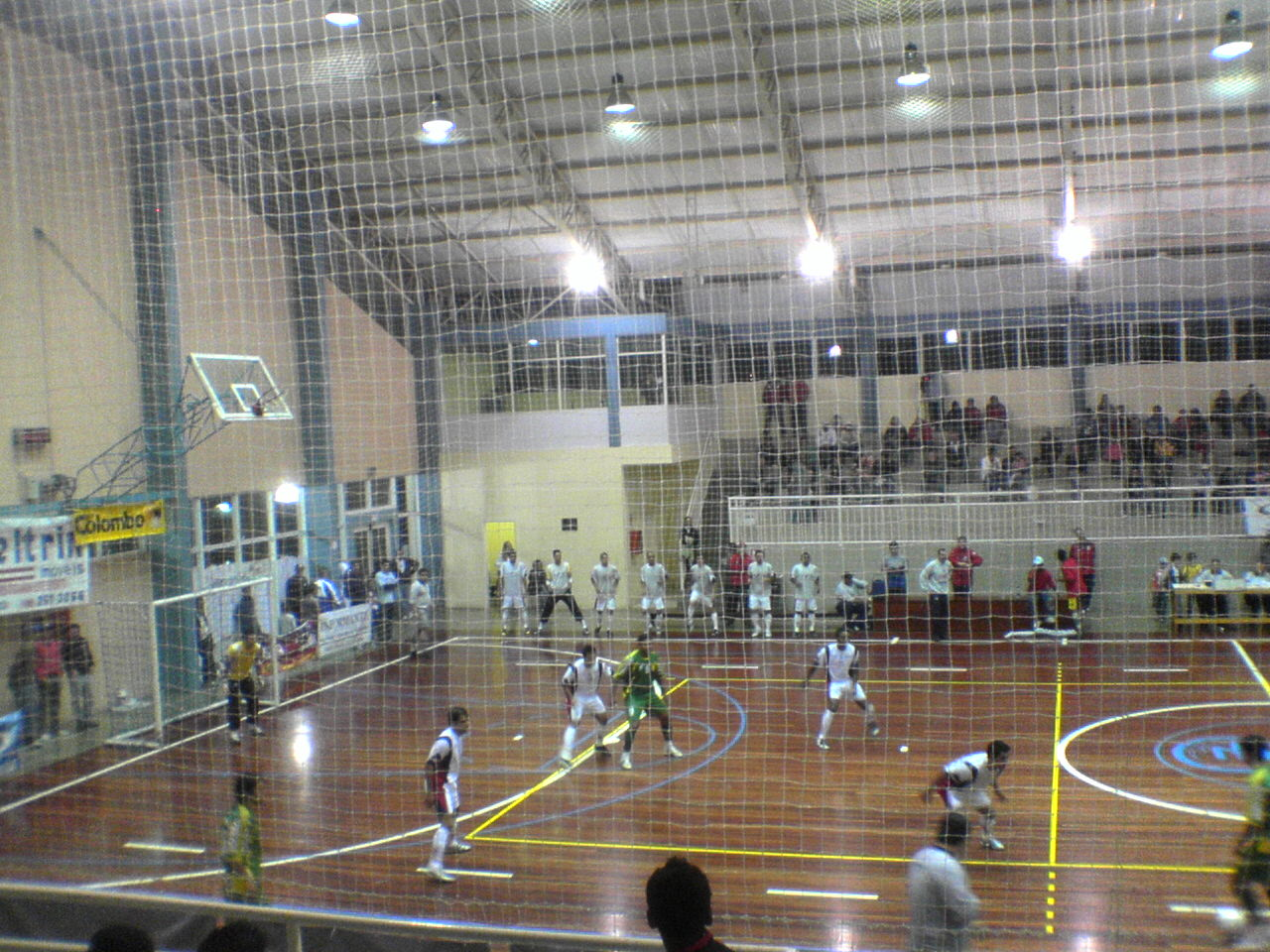
Jogo da UFF na Série Prata em 2008

A UFF começou como União Feminina de Futsal e abrigava parte das mulheres que praticavam futsal em Farroupilha. Disputou campeonatos municipais e regionais até o ano de 2007, tendo participado inclusive da Copa RBS de Futsal.

## 2008 - Série Prata
Em 2008 o time decidiu através de suas lideranças dar seguimento ao um projeto mais ousado. Transformou a UFF em União Farroupilhense de Futsal e obteve vaga na Série Prata do Futsal Gaúcho. A estréia da equipe na competição aconteceu no dia 26 de abril de 2008.
No ano de 2008 o time utilizará o nome UFF/CESF, em parceria com o Centro de Ensino Superior Cenecista de Farroupilha (CESF).

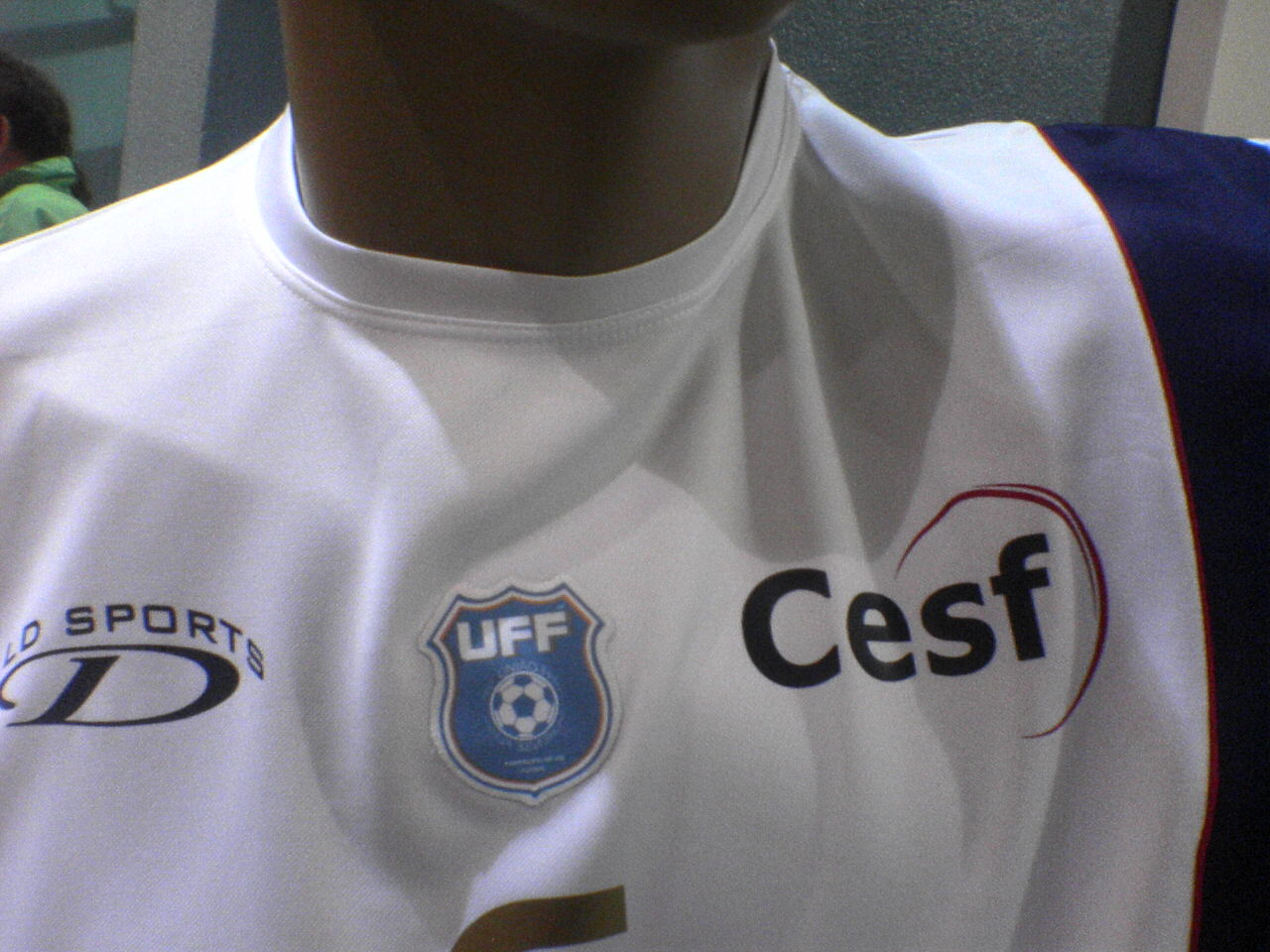
Detalhe da Camiseta 2008 da UFF/CESF